# The Early Days Parts 1 - 5
The Early Days Parts 1 - 5 är en samlingsbox av den tyska hårdrocksgruppen Bonfire från 2004 som innehåller gruppens skivor från tiden bandet kallade sig Cacumen, singeln "Riding Away", skivorna "Cacumen" och "Bad Widow" samt EP'n "Longing for You". Boxen innehåller också Hans Zillers skiva "After the Fire" från sitt projekt EZ Livin efter att han lämnat Bonfire plus Lessmanns och Zillers tyska album "Glaub Dran" samt några tidigare outgivna låtar.

## Låtlista

### CD 1 - Cacumen
| Nr  | Titel               | Kompositör            | Längd |
| --- | ------------------- | --------------------- | ----- |
| 1.  | Berlin Girls        | Lessmann, Ziller      | 3:49  |
| 2.  | Queen of the Town   | Lessmann, Ziller      | 3:18  |
| 3.  | No Reason To Fight  | Lessmann, Ziller      | 4:50  |
| 4.  | Long Way            | Lessmann, Ziller      | 3:34  |
| 5.  | You Are Near        | Maier-Thorn, Lessmann | 3:12  |
| 6.  | Magic Spell         | Lessmann, Ziller      | 4:55  |
| 7.  | Longsong            | Lessmann, Ziller      | 3:04  |
| 8.  | Riding Away         | Lessmann, Ziller      | 4:50  |
| 9.  | On the Rocks        | Lessmann, Ziller      | 4:24  |
| 10. | Riding Away '79     | Lessmann, Ziller      | 5:25  |
| 11. | Wintertale          | Lessmann, Ziller      | 3:47  |
| 12. | On the Rocks (Demo) | Lessmann, Ziller      | 3:52  |

### CD 2 - Bad Widow
| Nr  | Titel                     | Kompositör            | Längd |
| --- | ------------------------- | --------------------- | ----- |
| 1.  | Ain't Got No Woman        | Lessmann, Ziller      | 3:22  |
| 2.  | Bad Widow                 | Maier-Thorn, Lessmann | 5:37  |
| 3.  | Games of Loneliness       | Lessmann, Ziller      | 5:20  |
| 4.  | Broken Man                | Maier-Thorn           | 5:22  |
| 5.  | Too Old To Rock           | Lessmann, Ziller      | 3:44  |
| 6.  | You Are My Destiny        | Lessmann, Ziller      | 4:19  |
| 7.  | Tonight                   | Maier-Thorn, Lessmann | 4:47  |
| 8.  | Strong Desire             | Lessmann, Ziller      | 3:34  |
| 9.  | I'm Gonna Make It Someday | Lessmann, Ziller      | 4:00  |
| 10. | Rescue Me                 | Maier-Thorn, Lessmann | 3:44  |
| 11. | One Night Lover           | Lessmann, Ziller      | 3:42  |
| 12. | Bad Widow (Live)          | Maier-Thorn, Lessmann | 8:09  |

### CD 3 - Down To Hell
| Nr  | Titel                            | Kompositör            | Längd |
| --- | -------------------------------- | --------------------- | ----- |
| 1.  | Longing For You                  | Lessmann, Ziller      | 4:05  |
| 2.  | Woman                            | Lessmann, Ziller      | 3:56  |
| 3.  | Down To Hell                     | Maier-Thorn, Lessmann | 3:42  |
| 4.  | The Day Before                   | Lessmann, Ziller      | 5:50  |
| 5.  | No More                          | Ziller, Lessmann      | 4:10  |
| 6.  | I Still Need You                 | Ziller, Lessmann      | 4:31  |
| 7.  | Starey Eyes                      | Maier-Thorn, Lessmann | 5:25  |
| 8.  | Night To Rock                    | Lessmann, Ziller      | 3:58  |
| 9.  | It Must Be You (Live)            | Lessmann, Ziller      | 3:52  |
| 10. | I'm Gonna Make It Someday (Live) | Lessmann, Ziller      | 3:57  |

### CD 4 - After The Fire
| Nr  | Titel                  | Kompositör                          | Längd |
| --- | ---------------------- | ----------------------------------- | ----- |
| 1.  | Die 4 Rock             | Ziller                              | 4:07  |
| 2.  | Body Talk              | Ziller                              | 3:39  |
| 3.  | Too Late For Paradise  | Ziller, Huelshorst, Bohmer          | 5:00  |
| 4.  | EZ Livin'              | Ziller, Huelshorst, Bohmer          | 3:39  |
| 5.  | See the Tears          | Ziller, Lessmann                    | 4:43  |
| 6.  | After the Fire         | Ziller, Henrics                     | 4:33  |
| 7.  | Rockin' Into the Night | Ziller                              | 3:32  |
| 8.  | Taste My Sweet Love    | Ziller                              | 3:25  |
| 9.  | Too Hot To Handle      | Ziller, Schleifer, Lessmann, Ribler | 3:31  |
| 10. | Take Me                | Ziller                              | 4:01  |
| 11. | Hold On                | Ziller                              | 4:04  |
| 12. | Anytime And Anywhere   | Lessmann, Ziller                    | 3:44  |
| 13. | Can't Stop Rockin'     | Lessmann, Ziller                    | 3:51  |
| 14. | See the Tears          | Ziller, Lessamann                   | 4:09  |
| 15. | Islands In the Sea     | Lessmann, Ziller                    | 4:35  |

### CD 5 - Glaub Dran
| Nr  | Titel                       | Kompositör       | Längd |
| --- | --------------------------- | ---------------- | ----- |
| 1.  | Geld Macht Sexy             | Lessmann, Ziller | 3:39  |
| 2.  | Verdammt, Was Will Ich      | Lessmann, Ziller | 4:51  |
| 3.  | Bis Wir Uns Wiedersehen     | Lessmann, Ziller | 4:46  |
| 4.  | Freundschaft                | Lessmann, Ziller | 4:10  |
| 5.  | Rock N' Roll Cowboy         | Lessmann, Ziller | 5:06  |
| 6.  | Intro                       | Lessmann, Ziller | 0:55  |
| 7.  | Wach Auf                    | Lessmann, Ziller | 4:29  |
| 8.  | Die Antwort Weiß Der Wind   | Lessmann, Ziller | 4:26  |
| 9.  | Aus Und Vorbei              | Lessmann, Ziller | 3:45  |
| 10. | 1001 Nacht                  | Lessmann, Ziller | 4:50  |
| 11. | Dafür Lieb Ich Dich So Sehr | Lessmann, Ziller | 3:12  |
| 12. | Deutschland                 | Lessmann, Ziller | 3:30  |
| 13. | Kalt Wie Eis                | Lessmann, Ziller | 4:05  |
| 14. | Mama                        | Lessmann, Ziller | 4:35  |
| 15. | Pures Gift                  | Lessmann, Ziller | 3:40  |
| 16. | Sie Steht Auf Rock N' Roll  | Lessmann, Ziller | 4:20  |
| 17. | Stell Dir Mal Vor           | Lessmann, Ziller | 3:49  |
| 18. | Ich Will Leben              | Lessmann, Ziller | 5:19  |
| 19. | Für Dich                    | Lessmann, Ziller | 4:18  |